# Iskrokus
Crocus niveus är en irisväxtart som beskrevs av Edward Augustus Bowles. Crocus niveus ingår i krokussläktet som ingår i familjen irisväxter. Inga underarter finns listade i Catalogue of Life.
Artens utbredningsområde anges som södra Grekland.

## Bilder

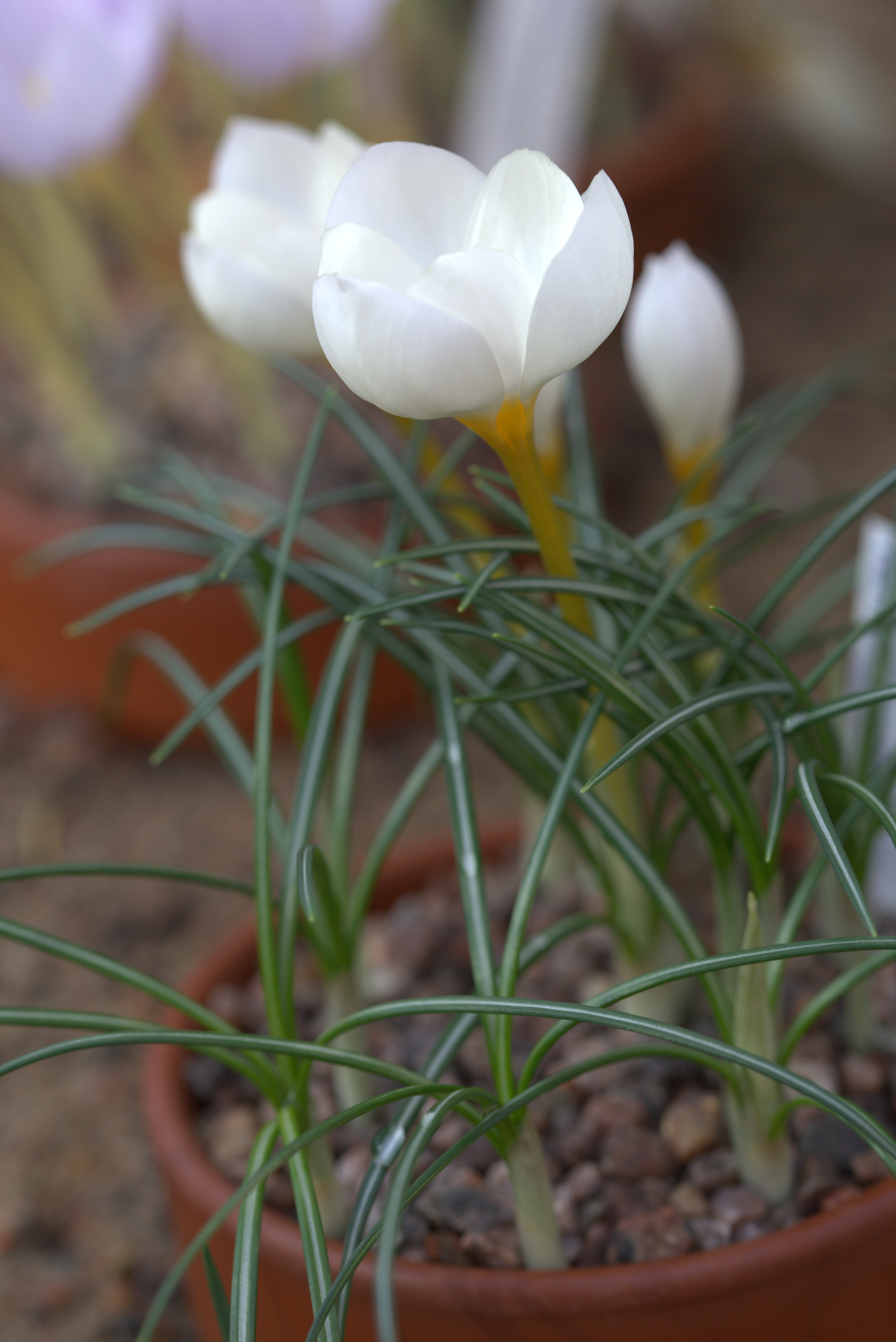
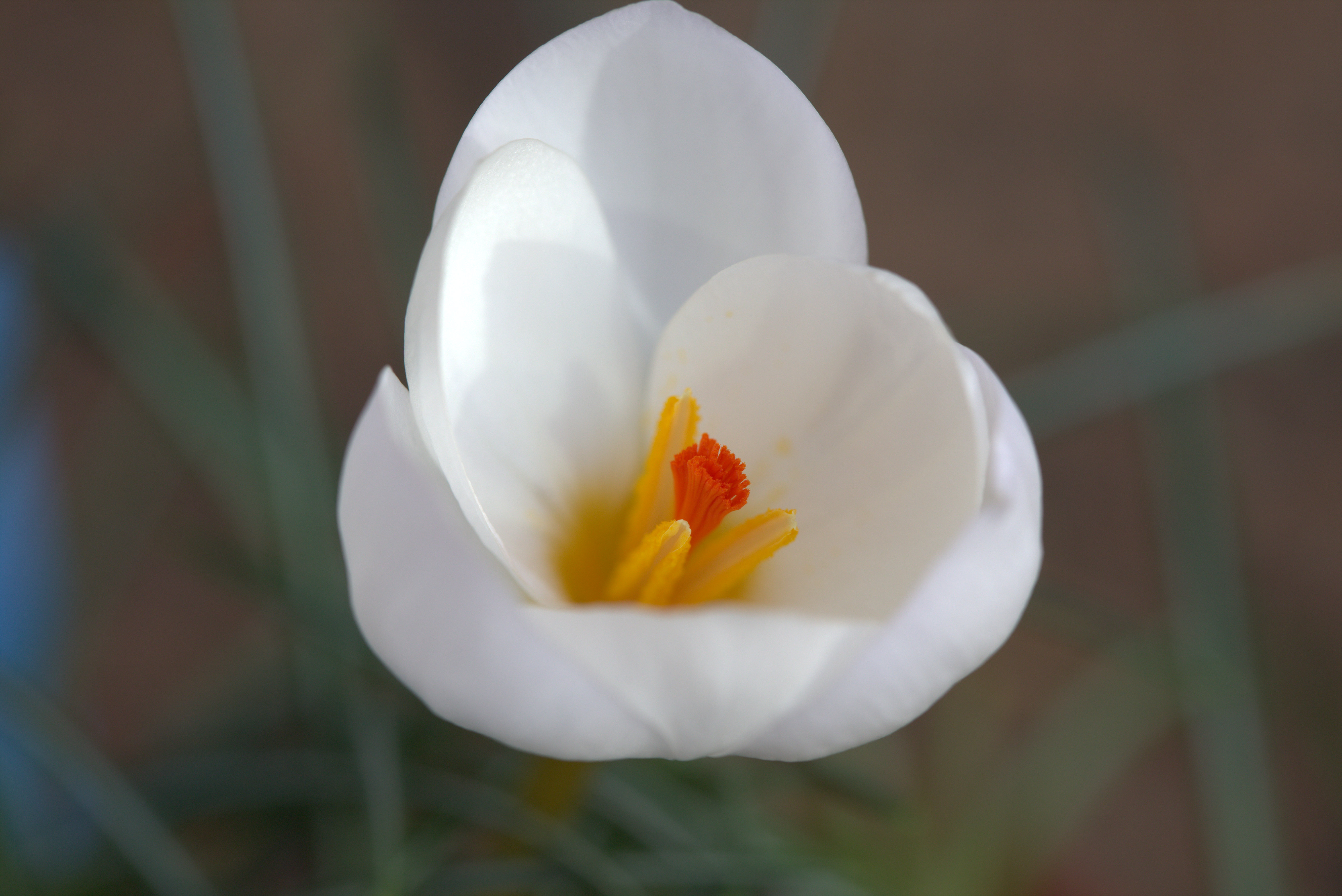